# Ram (musikalbum)
Ram är ett album från 1971 av den brittiske popartisten Paul McCartney och hans hustru Linda McCartney. Albumet omnämns dock ofta som ett soloalbum av Paul.

## Om albumet
När Ram släpptes var kritikerkåren i stort avogt inställd till albumet, men på senare tid har det omvärderats och anses numera vara ett av McCartneys bästa soloalbum. Bland annat är det medtaget i listan The 500 Greatest Albums of All Time av musikmagasinet Rolling Stone.
Omslagsbilden visar Paul som håller en bagge i hornen, något som parodierats av John Lennon på skivan Imagine där han håller en gris i öronen. På baksidan syns två skalbaggar (beetles) som parar sig.
På Ram anges både Paul och Linda McCartney som upphovsmän till låtarna, men Lindas bidrag till dem brukar inte anses ha varit särskilt stora. Att båda angavs som jämbördiga upphovsmän antas ha berott på att de pengar som kom från Pauls upphovsmannarätt blev bundna i Northern Songs, som förvaltade Lennon/McCartneys sånger. Genom att även Linda stod som kompositör kunde man undvika att binda hälften av inkomsterna.
Sessionerna till Ram var mycket produktiva och gav upphov till många låtar som inte fick plats på den här skivan. Följande låtar har givits ut officiellt:
- Another Day - gavs ut på singel någon tid före Ram
- Oh Woman Oh Why - B-sida till "Another Day"
- Dear Friend - gavs ut på skivan Wild Life.
- Get on the Right Thing - på Red Rose Speedway
- Little Lamb Dragonfly - även denna finns på Red Rose Speedway
- Little Woman Love - B-sida till "Mary Had a Little Lamb"
- A Love for You - släpptes på soundtrack 2005

Dessutom finns ytterligare ett par låtar som bara går att finna på bootlegs.
I England släpptes The Back Seat of My Car som singel, med Heart of the Country som B-sida. I USA släpptes i stället Uncle Albert/Admiral Halsey med Smile Away på baksidan. I några europeiska länder kom även Eat at Home på singel.

## Låtlista
1. Too Many People (P. McCartney)
2. 3 Legs (P. McCartney)
3. Ram On (P. McCartney)
4. Dear Boy (P. McCartney/L. McCartney)
  - Lennon trodde att även denna låt var skriven om honom, men i själva verket handlar den om Lindas exman.
5. Uncle Albert/Admiral Halsey (P. McCartney/L. McCartney)
6. Smile Away  (P. McCartney)
7. Heart of the Country (P. McCartney/L. McCartney)
8. Monkberry Moon Delight (P. McCartney/L. McCartney)
9. Eat at Home (P. McCartney/L. McCartney)
10. Long-Haired Lady (P. McCartney/L. McCartney)
11. Ram On (Reprise) (P. McCartney)
  - "Ram On" och "Ram On (Reprise)" är egentligen samma låt som klippts i två delar. I slutet av detta spår hörs en bit av första versen till låten "Big Barn Bed" som kom ut först på albumet Red Rose Speedway 1973.
12. The Back Seat of My Car (P. McCartney)
  - En tidig version av denna låt kan höras under sessionerna inför Beatles planerade album Get Back.

Senare versioner på CD har lagt till bonuslåtar.

## Listplaceringar
| Lista (1971)   | Position            |
| -------------- | ------------------- |
| Australien     | 2 (Go Set)          |
| Danmark        | 1                   |
| Finland        | 12                  |
| Frankrike      | 8                   |
| Japan          | 8 (Oricon)          |
| Kanada         | 1 (RPM)             |
| Nederländerna  | 1                   |
| Norge          | 1 (VG-lista)        |
| Storbritannien | 1 (UK Albums Chart) |
| Sverige        | 3* (Kvällstoppen)   |
| USA            | 2 (Billboard 200)   |
| Västtyskland   | 22                  |